# Utrechtse School (schilderkunst)

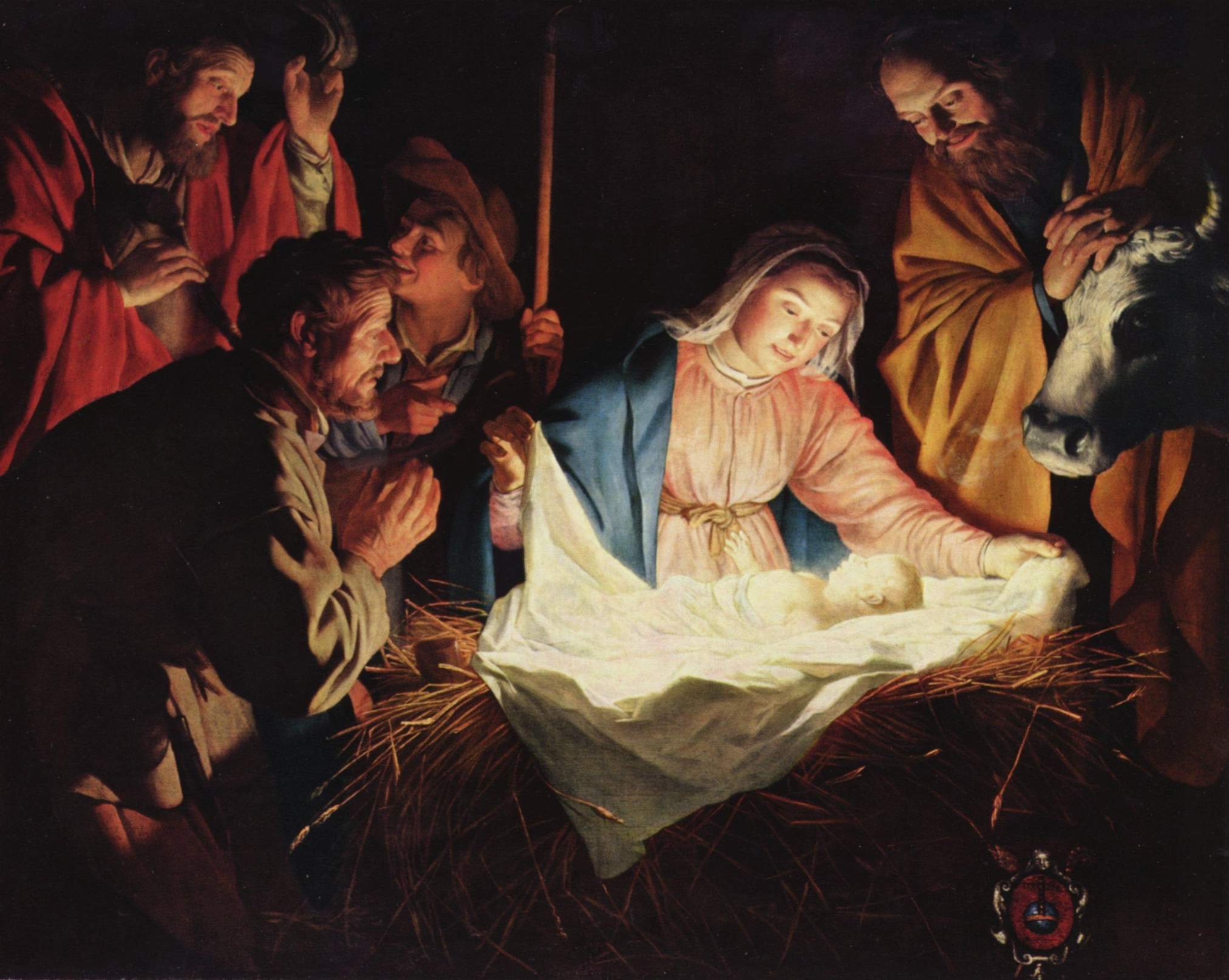
Gerard van Honthorst – Aanbidding der herders

Utrecht is eeuwenlang een belangrijk schilderscentrum geweest. In de 15e en 16e eeuw speelde de stad op dit gebied in de Noordelijke Nederlanden een voorname rol, en in de jaren 1580 tot 1630 ontwikkelde de Utrechtse schilderstraditie een nogal eigen karakter, afwijkend van dat in de meeste Hollandse steden.

## Middeleeuwen
In de voorgeschiedenis van de Utrechtse School werd Utrecht gaandeweg de middeleeuwen de grootste stad en het kerkelijke centrum in de Noordelijke Nederlanden, en daardoor ook het voornaamste culturele centrum. Er moet een levendige schildertraditie geweest zijn, maar de meeste werken uit die tijd zijn verloren gegaan en grote schilders heeft de stad toen niet gekend.
Michiel van der Borch was een vroeg bij naam bekende kunstenaar die zich toelegde op de boekverluchting. In de 15e eeuw bereikte de Utrechtse boekverluchting haar hoogtepunt. Veel van de verluchters zijn anoniem gebleven en tot de meest vooraanstaande worden de Meester van Katharina van Kleef, de Meester van Gijsbrecht van Brederode en de Meester van Evert Zoudenbalch gerekend. Een typisch Utrechtse kunstuiting waren Utrechtse draakjes.

## Renaissance

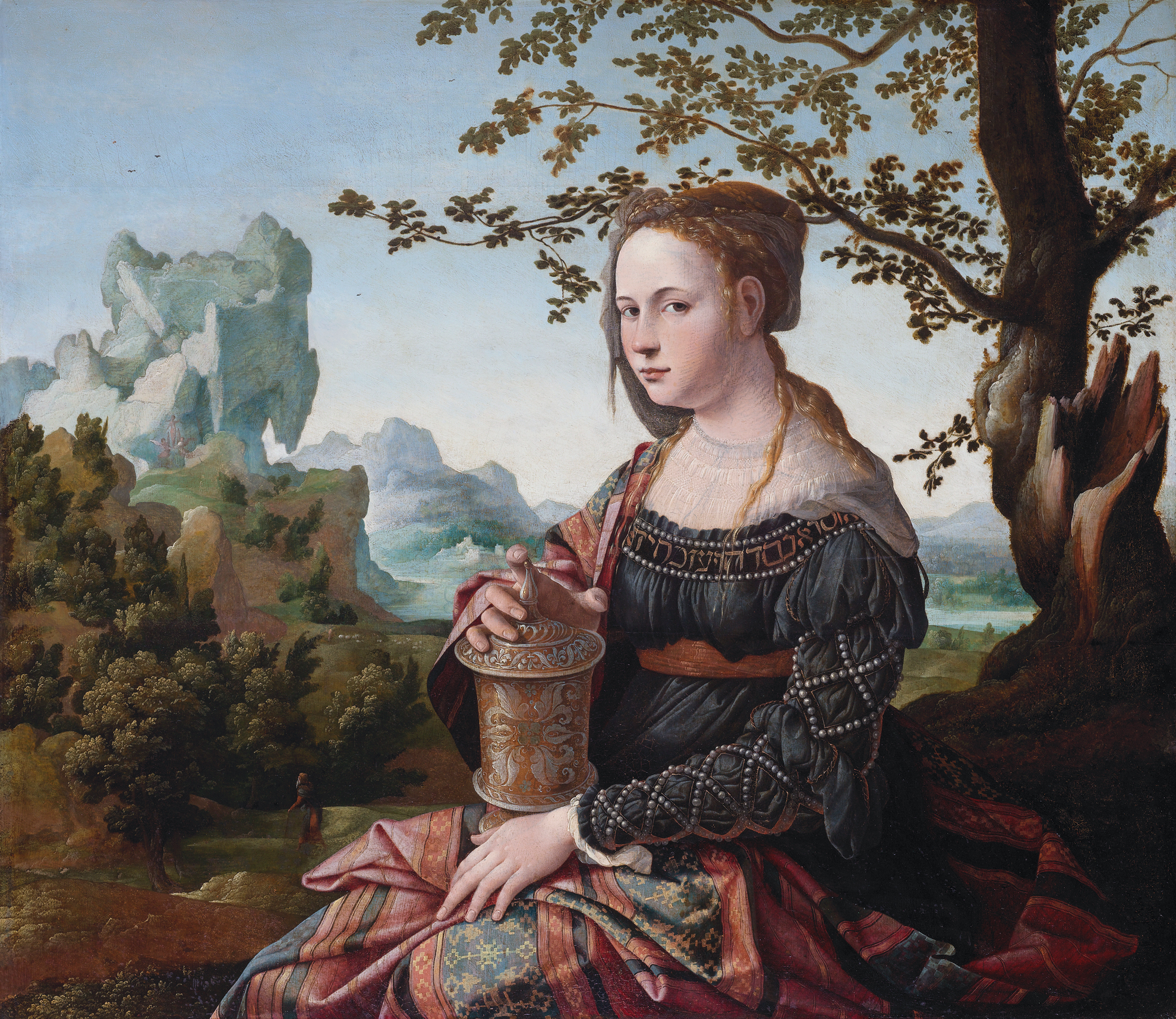
Jan van Scorel – Maria Magdalena

In de eerste helft van de 16e eeuw traden enkele kunstenaars op de voorgrond die internationaal georiënteerd waren. Het begon met een langdurig verblijf van Jan Gossaert (ca. 1478-1532) in de Domstad. Gossaert was een sleutelfiguur in de Nederlandse schilderkunst omdat hij gezien kan worden als de kunstenaar die de renaissance in het noorden introduceerde.
Jan van Scorel (1495-1562) leerde wellicht bij hem, en hij was een van de eerste Nederlandse kunstenaars die een studiereis naar Italië ondernamen om daar kennis te nemen van de Italiaanse renaissance. Hij werd vooral door Rafael beïnvloed, al bleven de landschappen waarin hij zijn figuren plaatste een noordelijk karakter behouden. Zijn leerling Anthonie Mor (1517/20-1576/77) blonk vooral uit als portretschilder en maakte een glansrijke carrière aan verschillende Europese vorstenhoven.
Enige tijd later vormden de vroegmaniëristische werken van de in Antwerpen bij Frans Floris opgeleide schilders Anthonie van Blocklandt (1533/34-1583) en Joos de Beer (gestorven in 1591) de opmaat voor de volgende generatie Utrechtse kunstenaars.

## Maniërisme

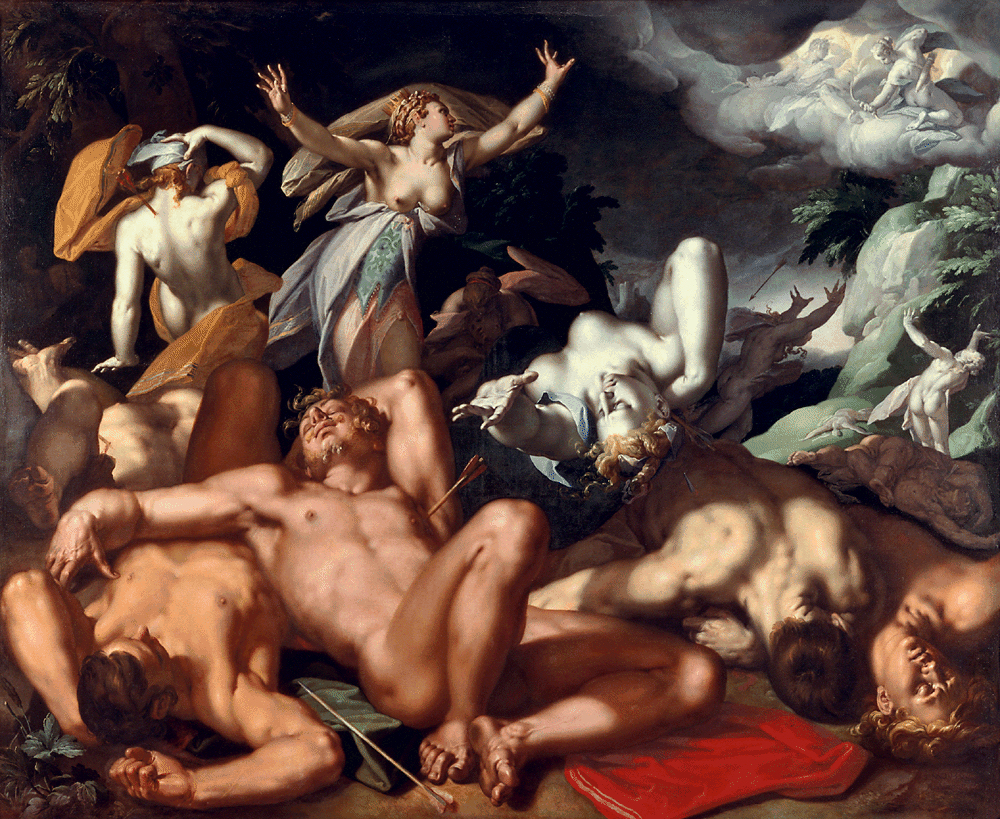
Abraham Bloemaert – Niobe beweent haar kinderen

Tegen het eind van de 16e eeuw waren er twee jonge schilders die opvielen, namelijk Abraham Bloemaert (ca. 1565-1651) en Joachim Wtewael (1566-1638). Beiden hadden bij Joos de Beer geleerd en werkten in een maniëristische stijl, die uit vorstenhoven in Italië, Praag (via Bartholomeus Spranger) en Fontainebleau, was komen overwaaien.
Nu de Noordelijke Nederlanden protestant geworden waren beeldden zij niet alleen thema’s uit de bijbel uit, maar meer en meer ontleenden zij hun onderwerpen uit de klassieke mythologie en de literatuur. Kenmerkend voor hun schilderijen zijn de virtuoos geschilderde naakten, die in soms wonderlijk verwrongen houdingen blijk geven van een grote elasticiteit. Er is een duidelijke verwantschap met de Haarlemse schilders uit dezelfde tijd, zoals Cornelis van Haarlem (1562-1638). Een derde schilder van dezelfde generatie, Paulus Moreelse (1571-1638), vervaardigde voornamelijk portretten.
Opvallend is dat deze drie schilders zeer geziene figuren waren in het toenmalige Utrecht. De contraremonstrantse Wtewael en Moreelse konden, nadat hun geloofsgenoten in 1618 de macht in de stad hadden overgenomen, zelfs vooraanstaande posities vervullen in het openbare leven. Bloemaert was katholiek, en hij blonk vooral uit als leraar van talloze schilders.
Dankzij hun toegenomen invloed konden de schilders en beeldhouwers, die tot dan toe deel hadden uitgemaakt van het zadelaarsgilde, zich in 1611 afsplitsen en een nieuw Sint-Lucasgilde oprichten. Een jaar later stichtten Bloemaert en Moreelse een tekenacademie, vermoedelijk een klein studiegenootschap waarbij naar naaktmodel werd getekend en waarbij kunstopvattingen werden uitgewisseld.

## Caravaggisme

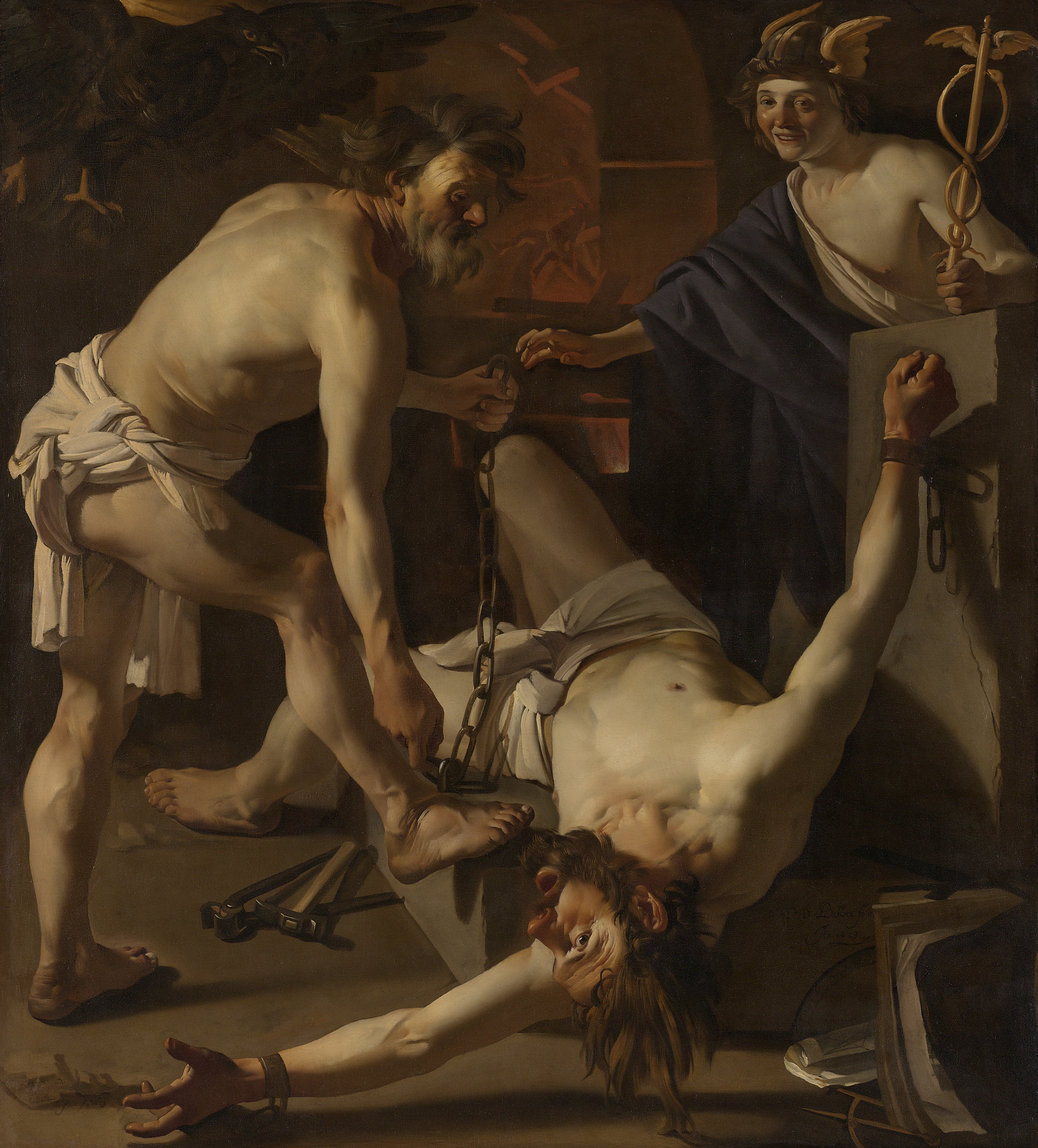
Dirck van Baburen – Prometheus door Vulcanus geketend

Tot ca. 1610 had de ontwikkeling van Utrecht ongeveer parallel gelopen met die in de andere belangrijke schildersstad in de Noordelijke Nederlanden, namelijk Haarlem. Vanaf het genoemde jaar gebeurde er in Utrechts echter iets merkwaardigs: terwijl Haarlem de aanzet gaf voor een ontwikkeling die leidde tot de typisch Hollandse schilderijen uit de Gouden Eeuw, ging die ontwikkeling grotendeels aan Utrecht voorbij.
Dat betekent niet dat de rol van Utrecht was uitgespeeld. Utrecht had vanouds sterke banden met Rome, en hier werd voortgeborduurd op de Italiaanse oriëntatie. Een nieuwe generatie schilders trok naar Italië en ontdekte daar de revolutionaire kunst van Caravaggio. Zij raakten sterk door de geniale kunstenaar en zijn Italiaanse navolgers beïnvloed.
De belangrijkste van deze Utrechtse caravaggisten was Hendrick ter Brugghen (1588-1629), die de meest uitgesproken persoonlijkheid had. Gerard van Honthorst (1592-1656) excelleerde in glad geschilderde nachttaferelen bij kaarslicht, terwijl de jong gestorven Dirck van Baburen (ca. 1595-1624) zich het meest plastisch uitdrukte. Na terugkeer van Honthorst uit Italië heeft ook Bloemaert enige invloed van het caravaggisme ondergaan. Andere schilders die invloed ondergingen van het caravaggisme waren onder meer Jan van Bijlert (1597/98-1671), Peter Wtewael (1596-1660), zoon van Joachim, Johan Moreelse (na 1602-1634), zoon van Paulus, en Jan Gerritsz. van Bronchorst (1603-1661).
Naast grootschalige historiestukken (meestal Bijbelse taferelen) schilderden deze schilders veel genrestukken: musici, drinkers en gokkers te halven lijve. Een vaak terugkomend thema is dat van de koppelaarster. Deze thema's zijn mogelijk voortgekomen uit voorstellingen van de verloren zoon, en hadden oorspronkelijk een moralistische strekking.

## Classicisme
De Utrechtse historieschilders, zoals Abraham Bloemaert, Gerard van Honthorst, Jan van Bijlert en Jan Gerritsz. van Bronchorst verruilden rond 1630 hun stijl voor een academisch soort classicisme. Ook Hendrick Bloemaert (1601/02-1672), een van de zonen van Abraham, Willem van Honthorst (1594-1666), de jongere broer van Gerard, en Hendrick Munnikhoven kunnen tot deze richting worden gerekend. De koele, heldere werken die zo ontstonden sloten aan bij een meer internationale, uit Frankrijk afkomstige hofstijl, die geschikt werd geacht voor grote, representatieve projecten, zoals de decoratie van het Huis ten Bosch in Den Haag en het Stadhuis op de Dam in Amsterdam. We vinden een duidelijke parallel met schilders in Haarlem. Toch heeft het classicisme in Utrecht niet zo'n bloei gekend als in die stad, omdat de markt voor historiestukken in Utrecht sterk tanende was. In dat licht is het niet zo verwonderlijk dat Bronchorst zich rond 1650 in Amsterdam vestigde, waar hij belangrijke opdrachten kreeg.

## Italianisanten

Jan Both – Italiaans landschap met tekenaar.

De Italiaanse connectie blijkt ook uit de voornaamste stroming binnen de landschapschilderkunst in Utrecht. De schilderijen van deze zogenaamde italianisanten bestaan uit gefantaseerde heuvelachtige landschappen, waarop het heldere, vaak gouden zonlicht in Italië een belangrijke rol speelt. De schilderijen zijn gestoffeerd met kleine figuutjes, die bij de eerste generatie schilders meestal een Bijbels, mythologisch of literair onderwerp uitbeelden. Belangrijkste vertegenwoordiger was Cornelis van Poelenburch (1594/1595-1667). In zijn trant werkten ook Dirck van der Lisse (1607-1669), Abraham van Cuylenburgh (ca. 1620-1658) en Charles de Hooch (gestorven in 1638)
Bij sommige latere schilders valt vaak het motief van de in het landschap tekenende kunstenaar op. Belangrijkste figuur was hier Jan Both (ca. 1615-1652). Zijn leerling Willem de Heusch (1625-1692) werkte in dezelfde trant, die nog werd voortgezet door diens neef Jacob de Heusch (1656-1701).
Sommige schilders waren vooral geïnteresseerd in de natuurlijke elementen van het landschap, anderen voegden prominente architectonische elementen toe, meestal in de vorm van antieke ruïnes. Dit geldt vooral voor Jan Baptist Weenix (1621-1663), die gefantaseerde Italiaanse havengezichten schilderde, maar ook voor Horatius de Hooch (werkzaam tweede helft zeventiende eeuw). Dirck Stoop (ca. 1610-1686) stoffeerde zijn landschappen met ruiters en jagers.

## Andere genres

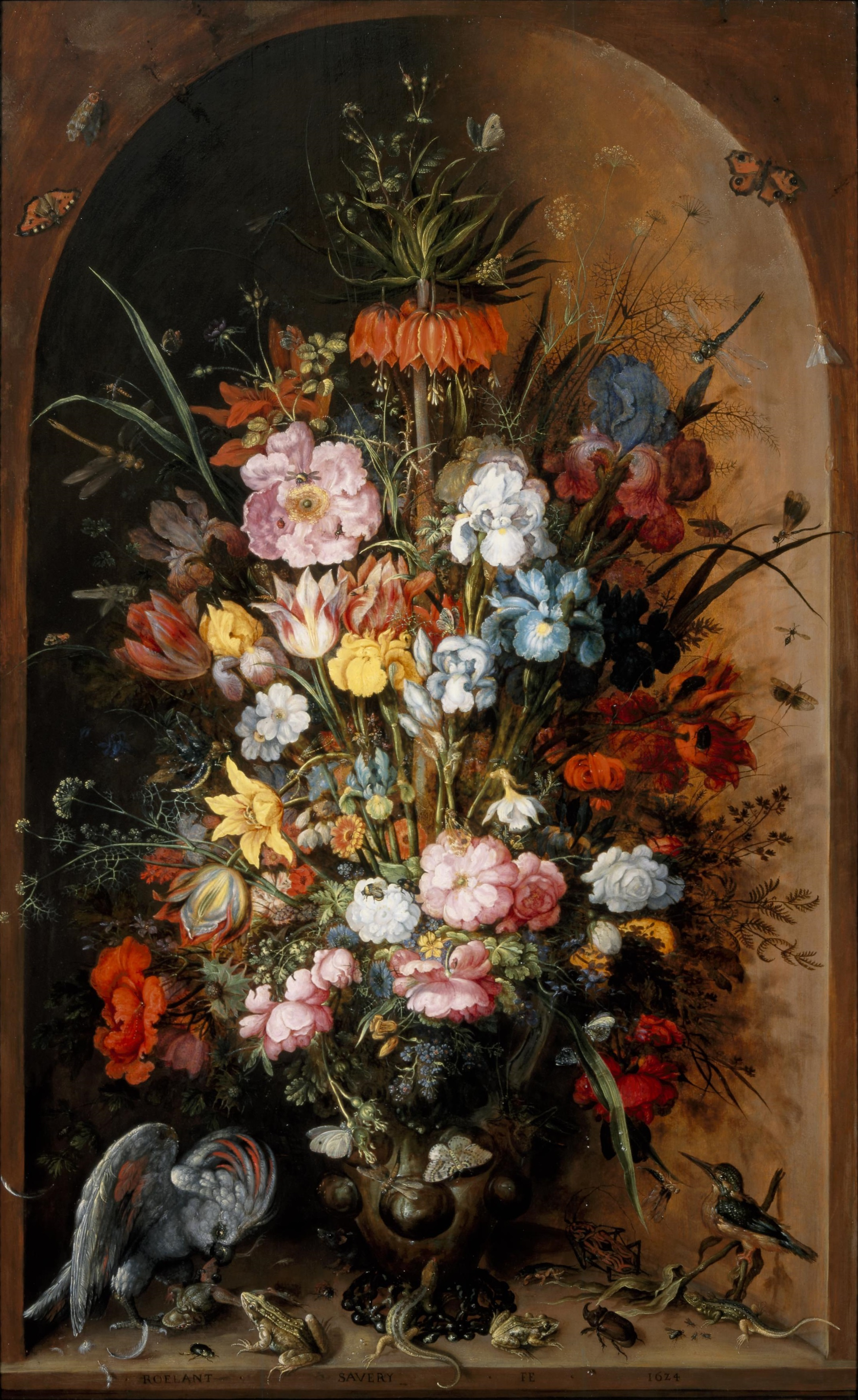
Roelant Savery – Bloemstilleven

De eerste die zelfstandige landschappen schilderde was echter Abraham Bloemaert. Zijdelings verwant aan het maniërisme was de kunst van Roelant Savery (1578-1639), de schilder van landschappen gestoffeerd met kleurrijke dieren en planten. Hij was hofschilder te Praag geweest, voordat hij zich in 1618 definitief in Utrecht vestigde. Enigszins in de trant van Savery schiepen Gillis Claesz. de Hondecoeter (ca. 1575-1638) en zijn zoon Gijsbert de Hondecoeter (1604-1653), die eveneens van Vlaamse oorsprong waren, hun landschappen. Ook Herman Saftleven (1609-1685) sluit aan bij de Vlaamse traditie. De typisch Hollandse landschapschilderkunst komt in Utrecht niet tot bloei.
In Utrecht waren enkele uitstekende schilders van bloemstillevens actief. Roelant Savery is een van hen, maar daarnaast kunnen zijn vrienden Ambrosius Bosschaert de Oude (1573-1621) en Balthasar van der Ast (1593/94-1657) genoemd worden, die zich beiden een aantal jaren in de Domstad ophielden. De zonen van Ambrosius Bosschaert, Ambrosius Bosschaert de Jonge (1609-1645), Johannes Bosschaert (ca. 1610-ca. 1630 of later), en Abraham Bosschaert (ca. 1612/13-1643), werkten voornamelijk in Utrecht in de stijl van hun vader. Van der Asts leerling Jan Davidsz. de Heem (1606-1683/84) werd in Utrecht geboren, maar werkte vooral in Antwerpen. Samen met de uit Frankfurt afkomstige stillevenschilders Jacob Marrell (1614-1681) en Abraham Mignon (1640-1679), werkte De Heem van 1669 tot de Franse invasie in 1672 echter weer in Utrecht in één atelier.
Het jachtstilleven werd beoefend door Jan Baptist Weenix, maar vooral door zijn zoon Jan Weenix en zijn neef Melchior de Hondecoeter. Melchior, die zich specialiseerde in vogels schilderen, en Jan bleven echter niet lang in Utrecht wonen.
Een merkwaardige Utrechtse specialiteit was het visstilleven, beoefend door Jan de Bont (gestorven in 1653) en later door Willem Ormea (1611-1673) en diens leerling Jacob Gillig (ca. 1636-1701)
Het zeegezicht vond een vertegenwoordiger in Adam Willaerts (1577-1664), ook een schilder die in de Vlaamse traditie werkte, en diens zoon Abraham Willaerts (ca. 1603/13-1669).
De genreschilderkunst, van het type interieurtjes dat zo'n hoge vlucht nam in de meeste Hollandse steden, kent in Utrecht maar weinig beoefenaars. Een verklaring daarvoor kan zijn dat het genre pas na 1650 tot volle wasdom kwam, toen de bloei van de schilderkunst in Utrecht allang voorbij was. Joost Cornelisz. Droochsloot (na 1585-1666), Andries Both (1612/13-1641) en de genoemde Herman Saftleven schilderden vooral dorpstafereeltjes met boeren. Droochsloots leerling Jacob Duck (ca. 1598-1667) schilderde soldatentafereeltjes, Nicolaus Knüpfer (ca. 1609-1655) reduceerde het historiestuk tot een genrestuk. Hij schilderde figuurtjes in de landschappen van Jan Both en Jan Baptist Weenix.
Ten slotte moet het verblijf in 1636 van de architectuurschilder Pieter Saenredam (1597-1665) genoemd worden. Hoewel de Haarlemse schilder maar enkele maanden in Utrecht heeft doorgebracht, hebben de Utrechtse kerken hem voor de rest van zijn leven stof geleverd.